# 1884 год в музыке

## События
- 30 декабря — премьера Симфонии № 7 Антона Брукнера в Лейпциге[1]

## Классическая музыка
- Антон Брукнер — «Te Deum»
- Сезар Франк — Прелюдия, хорал и фуга
- Роберт Фукс — Симфония № 1 до-мажор
- Александр Глазунов — струнный квартет № 2 фа-мажор, опус 10
- Шарль Гуно — оратория «Смерть и жизнь»
- Хуго Вольф — струнный квартет ре-минор

## Опера
- Феликс Вайнгартнер — «Шакунтала»
- Карл Миллёкер — «Гаспароне»
- Виктор Эрнст Несслер — «Трубач из Зекингена»
- Джакомо Пуччини — «Виллисы»
- Артур Салливан — «Принцесса Ида»
- Чарльз Вильерс Стэнфорд — «Савонарола»

## Родились
- 1 января — Джордж Мейер[англ.] (ум. 1959) — американский автор песен
- 13 января — Софи Такер (ум. 1966) — американская певица, актриса, комедиантка и радиоведущая
- 29 января — Юхан Аавик (ум. 1982) — эстонский композитор, дирижёр и музыкальный педагог
- 10 февраля — Берт Калмар[англ.] (ум. 1947) — американский поэт-песенник
- 22 февраля — Йорк Боуэн (ум. 1961) — британский композитор, дирижёр, пианист, органист, альтист, валторнист и педагог
- 17 марта — Альсид Нуньес[англ.] (ум. 1934) — американский джазовый кларнетист
- 18 марта — Джо Бёрк[англ.] (ум. 1950) — американский пианист, композитор и актёр
- 1 мая — Фелипе Боэро (ум. 1958) — аргентинский композитор и музыкальный педагог
- 5 мая — Юргис Карнавичюс (ум. 1941) — литовский композитор и педагог
- 19 мая — Артур Мёлеманс[англ.] (ум. 1966) — бельгийский композитор
- 27 мая — Макс Брод (ум. 1968) — чешский и израильский писатель, философ, драматург, журналист, театральный и музыкальный критик
- 13 августа — Эдвин Грасс[англ.] (ум. 1954) — американский композитор, скрипач и органист
- 6 сентября — Эмерсон Уитхорн[англ.] (ум. 1958) — американский композитор и музыковед
- 17 сентября — Чарльз Гриффис[англ.] (ум. 1920) — американский композитор
- 24 сентября — Йонни Хейкенс[нидерл.] (ум. 1945) — нидерландский композитор
- 6 ноября — Мэй Брахе[англ.] (ум. 1956) — австралийский композитор
- 23 ноября — Гай Болтон[англ.] (ум. 1979) — британский и американский драматург и автор мюзиклов
- 30 ноября — Туре Рангстрём (ум. 1947) — шведский композитор, дирижёр, педагог и музыкальный критик
- без точной даты — Альфред Рейнольдс[англ.] (ум. 1969) — британский композитор

## Скончались
- 21 января — Огюст Жозеф Франкомм (75) — французский виолончелист и композитор
- 25 января — Иоганн Готфрид Пифке (68) — прусский композитор, гобоист, дирижёр и исполнитель военной музыки
- 14 февраля — Франц Вольфарт (50) — немецкий композитор и музыкальный педагог
- 22 апреля — Мария Тальони (79) — итальянская балерина
- 29 апреля — Майкл Коста (76) — британский композитор, дирижёр и капельмейстер итальянского происхождения
- 12 мая — Бедржих Сметана (60) — чешский композитор, пианист и дирижёр
- 8 июня — Генри Уорк[англ.] (51) — американский композитор и автор песен
- 25 июня — Ганс Ротт (25) — австрийский композитор
- 5 июля — Виктор Массе (62) — французский композитор и музыкальный педагог
- 5 ноября — Эрминия Фреццолини (66) — итальянская певица (сопрано)
- 27 ноября — Фанни Эльслер (74) — австрийская танцовщица
- 4 декабря — Элис Смит (45) — британский композитор